# Sébastien Enjolras
Sébastien Enjolras (Seclin, 4 aprile 1976 – Le Mans, 3 maggio 1997) è stato un pilota automobilistico francese.

## Carriera
Sébastien Enjolras cominciò la sua carriera di pilota nel 1989, quando iniziò a correre sui kart. Nel 1994 passò alle vetture Formula della Formula Renault Campus francese, arrivando terzo. Nel 1995 passò nel campionato senior, arrivando settimo. L'anno dopo, rimase nella categoria e vinse il titolo per il team La Filière, battendo avversari come Sébastien Bourdais e Franck Montagny; la sua vittoria tuttavia venne offuscata da un test antidoping, in cui risultò positivo alla cannabis. Nonostante questo, mantenne il titolo guadagnato, scontando una squalifica di sei mesi. Allo scadere della squalifica, si spostò in F3 francese.
Nel 1996, Enjolras si avvicinò anche agli Sport Prototipo, guidando una vettura del team Welter-Meunier di classe LMP2 alla 24 Ore di Le Mans con William David e Arnaud Trévisiol. Questa partecipazione si chiuse con un'uscita di pista al 162º giro. Tuttavia, Enjolras si riscattò in settembre vincendo la 4 ore di Le Mans, e guadagnandosi la qualificazione d'ufficio alla 24 Ore dell'anno successivo.

## L'incidente mortale
Anche se qualificato d'ufficio, Enjolras scese ugualmente in pista durante le prequalifiche della 24 Ore di Le Mans 1997, per affinare la messa a punto della sua vettura. Mentre era in pista, la sua vettura subì un distacco di parte della carrozzeria, che ne causò il decollo all'altezza della curva Arnage. Il cappottamento e l'incendio che ne seguirono uccisero il pilota sul colpo. Questo incidente portò all'abolizione delle carrozzerie monoblocco sulle vetture partecipanti alla corsa.
Per commemorare il pilota, è stata posta una stele vicino alle barriere di sicurezza nel punto dell'incidente. Inoltre, sono stati istituiti a suo nome una coppa di karting e un trofeo di Formula 3 francese riservato al miglior esordiente.

## Parentela
Sébastien Enjolras era figlio di Michel Enjolras, preparatore di vetture da rally, e fratello di Pascal, pilota di rally.

## Riepilogo risultati alla 24 Ore di Le Mans
| Anno | Squadra        | Co-Piloti                      | Vettura | Motore                | Pneumatici | Classe | Giri | Pos. | Pos. di classe |
| ---- | -------------- | ------------------------------ | ------- | --------------------- | ---------- | ------ | ---- | ---- | -------------- |
| 1996 | Welter-Meunier | William David Arnaud Trévisiol | WR LM96 | Peugeot 2.0L Turbo I4 | M          | LMP2   | 162  | Rit. | Rit.           |